# Кроули, Энджела
Энджела Кроули (англ. Angela Crawley; род. 3 июня 1987, Гамильтон, Великобритания) — британский шотландский политик. Член Шотландской национальной партии. Член парламента Великобритании от округа Ларнак и Восточный Гамильтон с 2015 года. Генеральный прокурор теневого кабинета Шотландской национальной партии в Палате общин Великобритании с 2021 года.

## Личная жизнь
Родилась в Гамильтоне 3 июня 1987 года. Окончила среднюю школу Джона Огилви. Изучала политику в Стерлингском университете, где защитила степень бакалавра. Затем несколько лет жила и работала в Брайтоне в образовательно-туристической компании. После избрания в парламент защитила степень бакалавра права в Университете Глазго.
Энджела Кроули — открытая лесбиянка. В феврале 2016 года газета «Индепе́ндент» опубликовала «фотографию» группы из двадцати восьми членов Палаты общин, которые являются представителями ЛГБТ; Кроули присутствовала на этом снимке.

## Политическая деятельность
В 2012 году Кроули баллотировалась в районе Южный Гамильтон от Шотландской национальной партии на выборах в Совет Южного Ланаркшира и победила с 1 255 голосов; она заняла второе место в районе, превысив квоту.
В 2014 году была назначена национальным организатором молодежного крыла Шотландской национальной партии «Молодые шотландцы за независимость». Тогда же вошла в состав Национального исполнительного комитета партии. Она является представителем партии по делам молодежи и ресурсов общества.
В 2017 году Кроули была включена в список «30 до 30 лет» в журнале «Форбс» за её работу в парламенте. На внеочередных парламентских выборах 2017 года она победила в округе Ларнак и Восточный Гамильтон.
Кроули призвала парламентариев освободить жертв домашнего насилия от уплаты алиментов. В 2018 году она написала письмо по этому поводу министру внутренних дел Великобритании Эмбер Радд. В феврале 2021 года получила место генерального прокурора в теневом кабинете Шотландской национальной партии. Ранее была представителем Шотландской национальной партии по вопросам женщин и равноправия и членом комитета Палаты общин по делам женщин и равноправия.